# Ермаков, Иван Михайлович (Герой Социалистического Труда)
Ива́н Миха́йлович Ермако́в (22 сентября 1924 — 25 марта 1997) — организатор колхозного производства, Герой Социалистического Труда (1971), депутат Верховного Совета СССР.
Член КПСС с 1946. Образование высшее.

## Биография
Родился в деревне Тарсуки 22 сентября 1924 года. С 1939 телефонист отделения связи, затем колхозник. В 1942—1946 служил в Армии. Участник Великой Отечественной войны с марта 1943 г., старший лейтенант, командир стрелкового взвода, офицер связи полка (217-я сд). Награждён орденами и медалями.
С 1947 заместитель уполномоченного заготовок, помощник секретаря райкома партии, председатель сельсовета, заведующий районным дорожным отделом.
С 1951 председатель колхоза им. Маршала Жукова Высокиничского района Калужской области.
8 апреля 1971 года присвоено звание Героя Социалистического Труда; в том же году присвоено почётное звание заслуженного агронома РСФСР.
Депутат (от Калужской области) Совета Союза Верховного Совета СССР 8-го (1970—1974) и 9-го (1974—1979) созывов. Делегат XXVII съезда КПСС (1986).
С начала 1990-х на пенсии, жил в селе Высокиничи Жуковского района Калужской области.

### Избранные труды
- Ермаков И. М. На подряде — производство зерна // Знамя. — 1983. — 29 марта. (Практика колхоза им. Маршала Жукова).

## Дети
- Николай
- Людмила (в замужестве Изгаршева)
- Надежда (в замужестве Михайлова)
- Сергей
- Владимир.

## Награды
- медаль «За отвагу» (28.7.1943)[5]
- орден Красной Звезды (15.9.1944)[6]
- орден Отечественной войны II степени (26.01.1945)[7]
- медаль «Серп и Молот» Героя Социалистического Труда и орден Ленина (8.4.1971)
- Заслуженный агроном РСФСР (1971)
- орден Отечественной войны I степени (28.4.1989)[8]

## Память
Именем Ермакова названа улица в с.Высокиничи.
В 2024-м году в с. Высокиничи открыт мемориальный бюст в честь 100-летия со дня рождения Ивана Михайловича Ермакова.